# Erwein Graf Matuschka-Greiffenclau

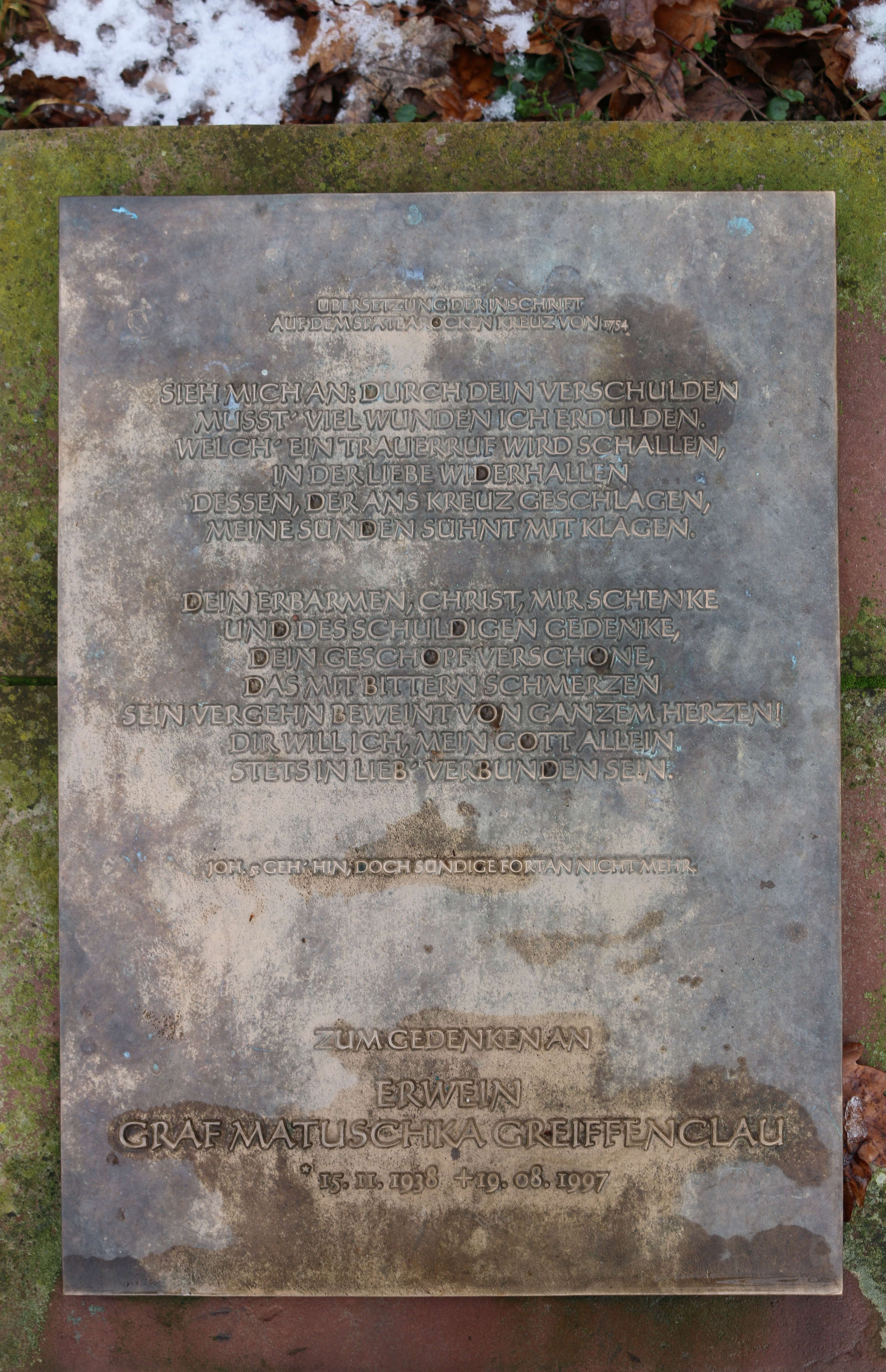
Gedenktafel für Erwein Graf Matuschka-Greiffenclau in der Nähe von Schloss Vollrads

Erwein Graf Matuschka-Greiffenclau (* 15. November 1938 in Würzburg; † 19. August 1997 bei Schloss Vollrads) war ein deutscher Weinlobbyist und Winzer.

## Leben
Er entstammte der ursprünglich böhmisch-schlesischen Familie Matuschka, die seit 1862 auch den Namen der Familie Greiffenclau führt, deren Schloss Vollrads sie durch Heirat der letzten Erbin erworben hatte. 
In München und Berlin studierte Matuschka-Greiffenclau Rechtswissenschaften und arbeitete ab 1969 für Olivetti im Verkauf und im Marketing. Nachdem sein älterer Bruder Karl auf die Verwaltung des Familienerbes verzichtet hatte, übernahm Erwein 1975 nach dem Tod seines Vaters Richard Graf Matuschka-Greiffenclau in der 27. Generation das Weingut Schloss Vollrads bei Winkel im Rheingau, wo er auch seinen Wohnsitz hatte. Von 1978 bis 1990 war Matuschka-Greiffenclau Präsident des Verbands Deutscher Prädikatsweingüter (VDP). Seit 1982 war er als Berater für Ericsson Information Systems tätig. Er war 1985 Gründungsvorstand von ProRiesling, war ab 1990 Präsident des Rheingauer Weinbauverbandes und galt als „Deutschlands bekanntester Winzer“.
Seine Hausbank, die Nassauische Sparkasse, beantragte 1997 beim Amtsgericht Rüdesheim am Rhein die Feststellung der Insolvenz seines Weinguts. Auslöser war ein Exportvertrag zu sehr günstigen Preisen nach Osteuropa, der nicht, wie üblich, den Re-Import verbot. Daraufhin verkauften die Käufer viele Flaschen umgehend an deutsche Supermärkte weiter, wo sie viel günstiger als direkt von Matuschka angeboten wurden. Das untergrub die inländische Marktposition von Schloss Vollrads weitgehend. Matuschka-Greiffenclau beging daraufhin Suizid.

## Familie
1965 heiratete Graf Matuschka-Greiffenclau in erster Ehe Sophie Gräfin von Waldburg-Zeil-Trauchburg (* 17. November 1938), einer Tochter des Fürsten Erich von Waldburg-Zeil, (Scheidung 1983). 1983 heiratete er in zweiter Ehe Sabine Naggert (* 7. Januar 1953; † 25. Juli 1994). Aus der zweiten Ehe stammt die Tochter Francesca (* 1983).

## Veröffentlichungen
- Die Kunst aus dem Guten das Beste zu machen. In: Gerhard Becker, Horst Dohm (Hrsg.): Der städtische Weinschenk : Weinstuben, Weinkneipen, Weinhäuser in Frankfurt, Mainz, Wiesbaden. Heinen, Trittenheim 1992, ISBN 978-3-922369-07-3, S. 108–117
- Weitere Veröffentlichungen laut Weinbibliografie Schoene3, Gesellschaft für Geschichte des Weines